# Bonnetia lanceifolia
Espèce
Synonymes
- Bonnetia guaiquinimae Steyerm.[1]

Statut de conservation UICN

 VU D2 : Vulnérable
Bonnetia lanceifolia est une espèce de plantes à fleurs de la famille des Bonnetiaceae.

## Publication originale
- Journal of the Arnold Arboretum 29: 412. 1948.